# Ratskeller (Neumorschen)

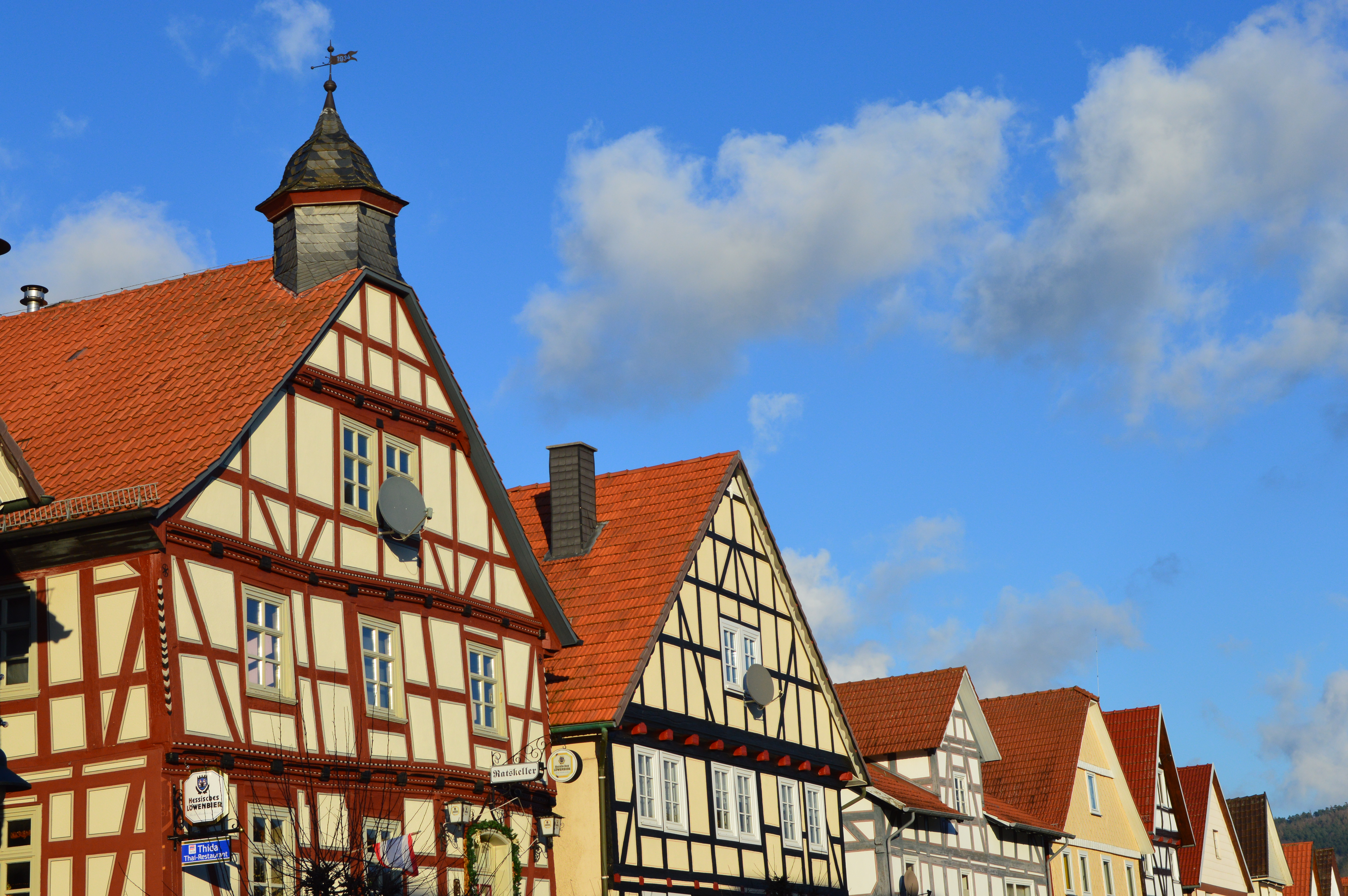
Historische Marktstraße mit dem Ratskeller im Vordergrund

Der Ratskeller Neumorschen ist ein Baudenkmal in der Altstadt des Morschener Ortsteils Neumorschen. Er befindet sich im Zentrum der historischen Marktstraße (Hausnummer 32, Ecke Weingasse). Als seltenes Beispiel eines dörflichen Rathauses der frühen Neuzeit hat es im Kontext der umliegenden Gebäude überregionale historische und kunsthistorische Bedeutung.

## Architektur
Koordinaten: 51° 3′ 50″ N, 9° 36′ 20″ O
Die steinernen Fundamente und Keller des Gebäudes gehen mindestens bis in das 14. Jahrhundert zurück. Der darüber liegende dreigeschossige Fachwerkbau erhielt seine heutige Form im 17. Jahrhundert. Der Dachreiter wurde vermutlich erstmals im frühen 19. Jahrhundert aufgesetzt. Vom späten 18. Jahrhundert bis ins frühe 20. Jahrhundert war das barocke Fachwerk von hölzernen Bohlen verdeckt und diese waren verputzt. In den späten 1930er Jahren wurde das Fachwerk wieder freigelegt und saniert. Weitere Sanierungen des Gebäudes erfolgten in den 1950er, 1970er und 1990er Jahren sowie im ersten Jahrzehnt des 21. Jahrhunderts. Zuletzt spielte die behutsame Modernisierung bei sorgsamer Achtung des Denkmalschutzes eine zentrale Rolle.

## Private und öffentliche Nutzung
Über mehrere Jahrhunderte diente das Gebäude als Rathaus. Der Vorgängerbau war im Spätmittelalter Sitz eines Weinmeisters, dann des Dorfschulzen. Seit den 1890er Jahren war das Haus zeitweise in privatem Besitz, sowohl zu Wohnzwecken als auch als Restauration; außerdem bestand um 1900 im Gebäude eine Metzgerei. Die Bezeichnung als „Ratskeller“ bürgerte sich spätestens in dieser Zeit ein, geht aber vermutlich bis in die Anfänge der Nutzung als Rathaus und Weinausschank zurück.
Im Jahr 1956 erwarb die damals selbstständige Gemeinde Neumorschen das Gebäude zurück. Seitdem wurde der Ratskeller die meiste Zeit gastronomisch genutzt, nahm zeitweilig aber auch die Gemeindebibliothek auf. Mit der Eingemeindung des Dorfes Neumorschen in die neue Gesamtgemeinde Morschen im Jahre 1974 verlor das Gebäude endgültig jede administrative Funktion. Die angrenzenden, ehemaligen Stallungen („Reesestall“) wurden allerdings ab dem Jahr 1984 zum Gemeindesaal umgebaut und dabei in das gastronomische Konzept eingeschlossen. So diente das Gebäude bei wechselnden Pächtern ununterbrochen als Restaurant. Seit 2018 suchte die Stadt Morschen einen neuen Pächter für das Traditionslokal. Seit Juni 2021 ist der Ratskeller wieder für Gäste geöffnet.